# Bacteria chaperi
Bacteria chaperi är en insektsart som beskrevs av Ludwig Redtenbacher 1908. Bacteria chaperi ingår i släktet Bacteria och familjen Diapheromeridae. Inga underarter finns listade.